# استان تروخیو (پرو)

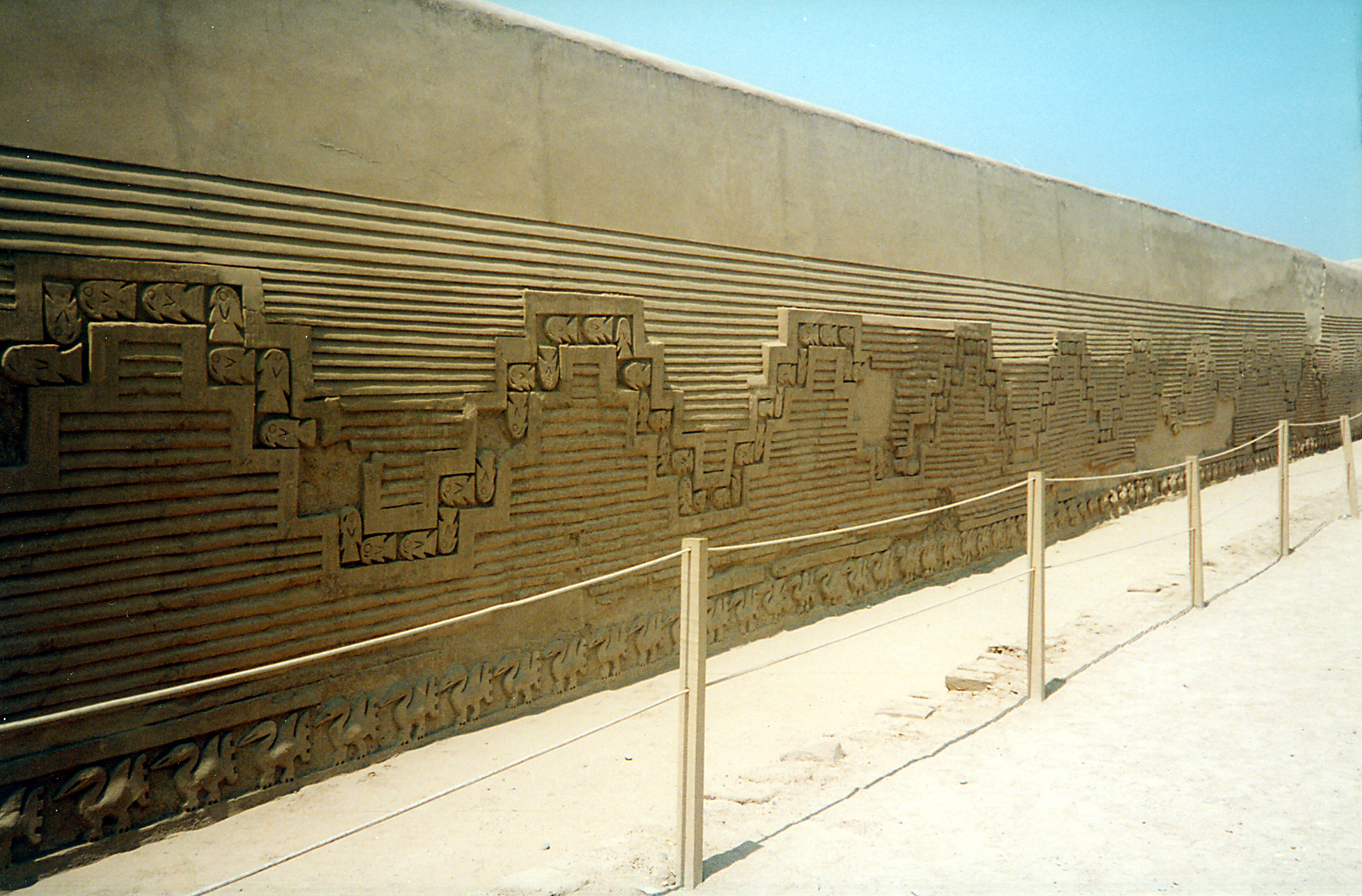
چان چان، شهر خشتی بزرگ از زمان چیمو در استان تروخیو

استان تروخیو (به اسپانیایی: Trujillo Province) یک استان در پرو است که در منطقه لا لیبرتاد واقع شده‌است.